# Serie A1 2006-2007 (pallamano maschile)
La Serie A1 è stata la seconda divisione del campionato italiano di pallamano maschile per la stagione sportiva 2006-2007.
Il campionato fu vinto dalla Pallamano Secchia che ha sconfitto nella finale playoff la Pallamano Romagna.

## Formula
È stato disputato un girone composto da 12 squadre con partite di andata e ritorno. Le squadre classificatesi al primo e secondo posto al termine della stagione giocano la finale dei playoff per la promozione in Serie A Élite.
Le squadre classificatesi agli ultimi tre posti al termine della stagione furono retrocesse in serie A2 nella stagione successiva.

## Squadre partecipanti
- Bozen
- Rapid Nonantola
- Mezzocorona
- Pressano
- Noci
- Regalbuto

- Alcamo
- Haenna
- Romagna
- Teramo
- Ambra
- Secchia

## Classifica
|  | Pos. | Squadra         | Pt | G  | V  | N | S  | GF  | GS  | D    |
|  | ---- | --------------- | -- | -- | -- | - | -- | --- | --- | ---- |
|  | 1.   | Secchia         | 64 | 22 | 21 | 1 | 0  | 679 | 495 | +184 |
|  | 2.   | Romagna         | 44 | 22 | 14 | 2 | 6  | 615 | 592 | +23  |
|  | 3.   | Dorica Ancona   | 43 | 22 | 14 | 1 | 7  | 683 | 601 | +82  |
|  | 4.   | Bozen           | 40 | 22 | 12 | 4 | 6  | 647 | 602 | +45  |
|  | 5.   | Mezzocorona     | 33 | 22 | 10 | 3 | 9  | 660 | 653 | +7   |
|  | 6.   | Noci            | 31 | 22 | 10 | 1 | 11 | 573 | 574 | -1   |
|  | 7.   | Teramo          | 28 | 22 | 9  | 1 | 12 | 599 | 604 | -5   |
|  | 8.   | Pressano        | 26 | 22 | 8  | 2 | 12 | 583 | 610 | -27  |
|  | 9.   | Alcamo          | 24 | 22 | 7  | 3 | 12 | 566 | 623 | -57  |
|  | 10.  | Haenna          | 22 | 22 | 7  | 1 | 14 | 615 | 690 | -75  |
|  | 11.  | Rapid Nonantola | 18 | 22 | 5  | 3 | 14 | 604 | 644 | -40  |
|  | 12.  | Regalbuto       | 11 | 22 | 3  | 2 | 17 | 489 | 625 | -136 |

Legenda:

      Playoff promozione
      Retrocessione

## Playoff promozione

### Finale
| Squadra 1 | Squadra 2 | Gara 1  | Gara 2 | Totale  |
| --------- | --------- | ------- | ------ | ------- |
| Secchia   | Romagna   | Rubiera | Imola  | 56 - 47 |
| Secchia   | Romagna   | 31- 24  | 25- 23 | 56 - 47 |

## Verdetti
- :  Secchia promossa in Serie A Élite 2007-2008
- Haenna,  Rapid Nonantola,  Regalbuto: retrocesse in Serie A2 2007-2008.